# Картопляна гармата

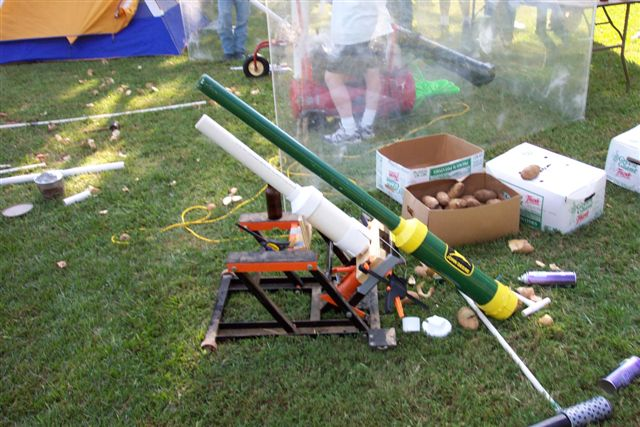
Картопляні гармати

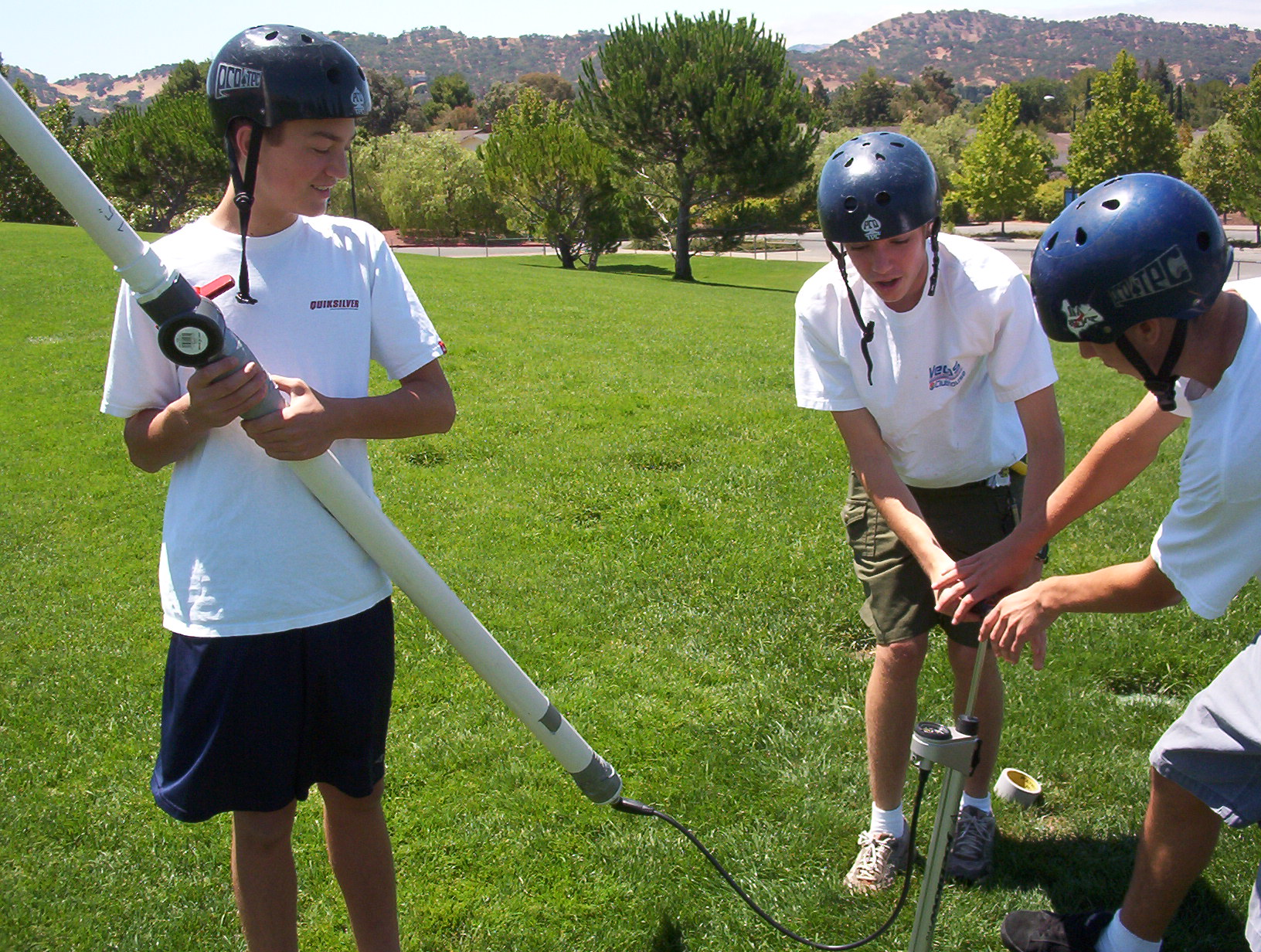
Пневматична картопляна гармата

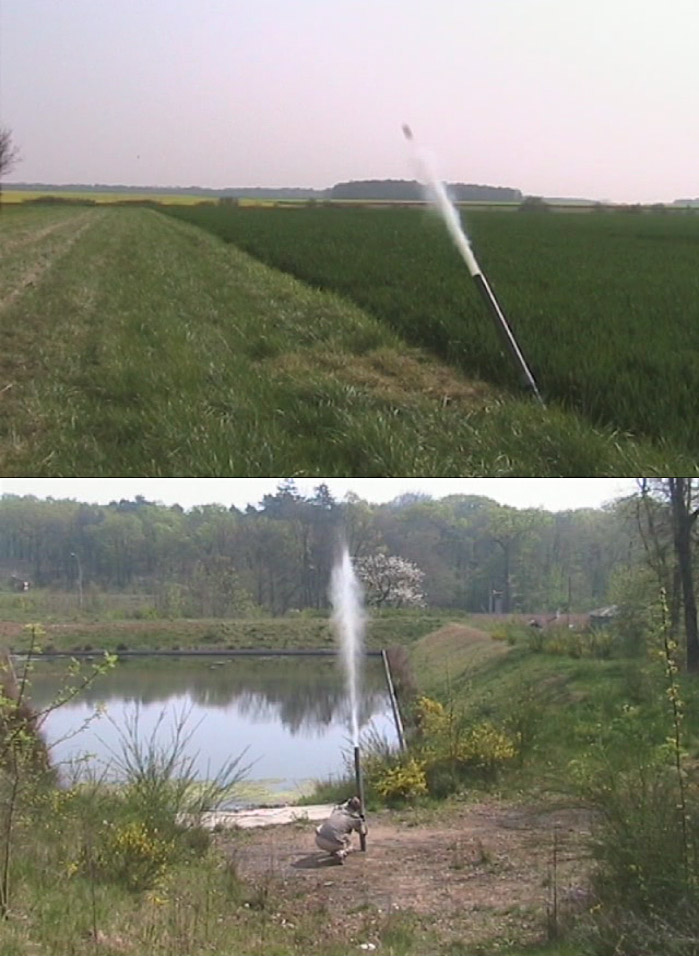
Постріл гармати на сухому льоду

Картопляна гармата (англ. «potato cannon», «spud cannon», «potatogun») — дульнозарядне знаряддя для стрільби картоплею або іншими предметами. Приводиться в дію стисненим повітрям, або за рахунок енергії, що утворюється при запаленні суміші пального газу і повітря. Призначається в основному для розважальної стрільби шматками картоплі або іншими предметами. Попадання снаряда в людину може призвести до травм, небезпечних для життя.
Найпоширенішим матеріалом для гармати є звичайні водопровідні та каналізаційні ПВХ-труби; найбільш поширеним набоєм — звичайна картопля, оскільки при заряджанні картоплі відбувається формування заряду циліндричної форми з одночасним ущільненням каналу та забезпеченням змащування.

## Принцип дії
Робота картопляних гармат заснована на тих же принципах, що й у пневматичної або вогнепальній зброї, але з меншим робочим тиском. За способом приведення снаряда в рух всі вироби можна розділити на чотири типи:
- З займанням паливо-повітряної суміші (піроелектричні). Потужність обмежена енергією згоряння суміші.
- За рахунок енергії стисненого газу (зазвичай повітря) з випуском через клапан (пневматичні катапульти), їх потужність обмежується тиском повітря, одержуваного за рахунок компресора , ручного насоса або стисненого газу в балоні.
- За рахунок вибуху бомби з сухого льоду. Їх потужність обмежена використаними матеріалами і масою сухого льоду.
- Гібридного або комбінованого типу — з використанням енергії стислої паливо-повітряної суміші. Потужність обмежена тільки механічною міцністю використовуваних матеріалів.

## Піроелектричні системи
Картопляні гармати із запалюванням паливо-повітряної суміші є найпростішими конструкціями. Вони складаються з чотирьох компонентів:
- Паливна система
- Камера згоряння
- Система займання
- Ствол

Для здійснення пострілу оператор проштовхує шомполом снаряд (наприклад картопля) в ствол, впорскує паливо в камеру згоряння (найчастіше, аерозоль або пропан), і активує систему займання, якою найчастіше слугує пьезоелемент газової запальнички. Запалена суміш створює гарячі гази, які, розширюючись, виштовхують снаряд зі ствола. Дальність пострілу сильно відрізняється і залежить від багатьох факторів (тип палива, співвідношення повітря/паливо, об'єм камери згоряння) і в загальному випадку становить 100-200 метрів, хоча відомі факти стрільби на відстань до 500 метрів.
Вдосконалені системи можуть містити пристрої для дозування пропану для більш точного співвідношення газів в паливо-повітряної суміші, вентилятори в камері згоряння для ефективного змішування палива з повітрям і прискорення видалення відпрацьованих газів з камери згоряння, кілька іскрових розрядників для зменшення часу горіння тощо.
Піроелектричні системи, як правило, найменш потужні ніж їх пневматичні та гібридні аналоги.

## Цікаві факти
Картопляна гармата була облаштована та випробувана повстанцями в січні 2014 року під час Єврореволюції в Україні.